# Dwars door de Westhoek
La Dwars door de Westhoek è una corsa in linea femminile di ciclismo su strada che si tiene annualmente a Boezinge, nelle Fiandre Occidentali, in Belgio. Fa parte del calendario internazionale femminile UCI come prova di classe 1.1.

## Albo d'oro
Aggiornato all'edizione 2021.
| Anno | Vincitrice                            | Seconda                               | Terza                                 |
| ---- | ------------------------------------- | ------------------------------------- | ------------------------------------- |
| 2010 | Liesbeth De Vocht                     | Petra Dijkman                         | Suzanne de Goede                      |
| 2011 | Grace Verbeke                         | Janneke Ensing                        | Martine Bras                          |
| 2012 | Kim de Baat                           | Laura van der Kamp                    | Martina Zwick                         |
| 2013 | Jolien D'Hoore                        | Martine Bras                          | Pauline Ferrand-Prévot                |
| 2014 | Anna van der Breggen                  | Jolien D'Hoore                        | Lucy Garner                           |
| 2015 | Élise Delzenne                        | Jolien D'Hoore                        | Tiffany Cromwell                      |
| 2016 | Christine Majerus                     | Elena Cecchini                        | Emma Johansson                        |
| 2017 | Valentina Scandolara                  | Natalie van Gogh                      | Maria Giulia Confalonieri             |
| 2018 | Thị Thật Nguyễn                       | Lorena Wiebes                         | Elisa Balsamo                         |
| 2019 | Elisa Balsamo                         | Lorena Wiebes                         | Lotte Kopecky                         |
| 2020 | annullato per la pandemia di COVID-19 | annullato per la pandemia di COVID-19 | annullato per la pandemia di COVID-19 |
| 2021 | Lorena Wiebes                         | Jolien D'Hoore                        | Barbara Guarischi                     |